# Gregorio Pacheco
Pour les articles homonymes, voir Pacheco.
Pacheco  Leyes est un nom espagnol. Le premier nom de famille, en général paternel, est Pacheco ; le second, en général maternel, souvent omis, est Leyes.
Gregorio Pacheco Leyes, né le 4 juillet 1823 dans la province de Sud Chichas (Bolivie) et mort le 20 août 1899 à Potosí, est un homme d'État bolivien.
Il a été le président constitutionnel de la Bolivie de 1884 à 1888. Originaire de Livilivi, dans le département de Potosí, Pacheco a remporté une élection controversée disputée entre lui, le dirigeant conservateur Aniceto Arce et le libéral Eliodoro Camacho.    

## Biographie
Né pauvre, Pacheco s'est enrichi en achetant des actions dans des mines d'argent désaffectées qu'il a réhabilitées et est même devenu le plus grand philanthrope du pays.  